# Quipile
Quipile là một khu tự quản thuộc tỉnh Cundinamarca, Colombia. Thủ phủ của khu tự quản Quipile đóng tại Quipile Khu tự quản Quipile có diện tích ki lô mét vuông. Đến thời điểm ngày 28 tháng 5 năm 2005, khu tự quản Quipile có dân số 10033 người.